# The Honeydrippers
The Honeydrippers was een Britse rock-'n-rollband uit de jaren 1980, die hun naam ontleent aan Roosevelt Sykes, een Amerikaanse blueszanger die ook bekend stond als Honeydripper. Voormalig Led Zeppelin-zanger Robert Plant formeerde de band in 1981 op om te voldoen aan zijn langjarige doel om een rockband te hebben met een zware ritme- en bluesbasis. Oorspronkelijk geformeerd in Worcestershire, werd de band ook samengesteld uit voormalig Led Zeppelin-lid Jimmy Page, Jeff Beck (net als Page een voormalig Yardbirds-lid), Nile Rodgers (Chic) en andere vrienden en bekende studiomuzikanten, waaronder de oorspronkelijke Judas Priest-gitarist Ernest Chataway. De band bracht slechts de ep The Honeydrippers: Volume One uit op 12 november 1984.

## Bezetting

### Oorspronkelijke bezetting (1981)
- Robert Plant (zang)
- Andy Silvester (gitaar)
- Kevin O'Neill (drums)
- Ricky Cool (mondharmonica)
- Jim Hickman (basgitaar)
- Keith Evans (saxofoon)
- Wayne Terry (basgitaar)
- Robbie Blunt (gitaar)

### The Honeydrippers (1984)
- Robert Plant (zang)
- Jimmy Page (gitaar)
- Jeff Beck (gitaar)
- Paul Shaffer (keyboards)
- Nile Rodgers (gitaar, co-producent)
- Wayne Pedzwater (basgitaar)
- Dave Weckl (drums)
- Brian Setzer (gitaar) (gastoptreden)
- Keith 'Bev' Smith (drums)

## Geschiedenis
Ze traden op in een concert aan de Keele University in 1981. The Honeydrippers piekten begin 1985 op nummer 3 in de Billboard Hot 100 met een remake van het nummer Sea of Love van Phil Phillips en bereikten nummer 25 met Rockin' at Midnight, oorspronkelijk een Roy Brown-opname en een herschrijving van Good Rockin' Tonight. Met het succes van de ep verklaarde Plant dat er een volledig album zou worden opgenomen, maar dat is nooit gebeurd. De band verscheen op Saturday Night Live op 15 december 1984 en voerde Rockin' at Midnight en Santa Claus Is Back in Town uit. De band bestond uit Brian Setzer en Georg Wadenius op gitaar, Tom Barney op bas, Paul Shaffer op piano, Buddy Williams op drums, Michael Brecker, Lou Marini en Ronnie Cuber op saxofoons, Jon Faddis op trompet en Tom Malone op trombone.
Op 23 december 2006 gaf Plant een liefdadigheidsshow in het stadhuis van Kidderminster onder de titel The Return of the Honeydrippers om geld in te zamelen voor zijn buurman Jackie Jennings, die werd behandeld voor een hersentumor.

## Discografie

### Singles
- 1984: Sea Of Love
- 1984: Rockin' at Midnight

### Albums
- 1984: The Honeydrippers: Volume One